# Trist
El trist, brusac o butzac a les Balears, butxac, estaranyit, bossicó, titet i arboça al País Valencià, o encara ullet de bou a les Balears (Cisticola juncidis) és una espècie d'ocell de l'ordre dels passeriformes, el nom vulgar del qual en català fa al·lusió al curt cant emès en vol, que coincideix amb un espasme ascendent cada cop que llança el seu xiscle: "trist", "trist".

## Noms dialectals
Altres noms: butxaqueta, castanyola, espantacaçadors, setrillet, verdaleta, xinxo, xitxo.

## Característiques
Fa 10 cm de llargària. Color ocraci vermellós amb les parts inferiors pàl·lides i les superiors llistades de bru fosc. Cua curta i arrodonida i de color negre i blanc. Destaca el seu capet ratllat de negre. No hi ha grans diferències entre ambdós sexes ni entre les 19 subespècies. Menja insectes.
Ocupa ambients humits i àrids indiferentment, per això viu a les jonqueres dels aiguamolls litorals i als conreus de cereals de les àrees mediterrànies planes d'Occitània, Itàlia, Còrsega, Grècia, l'Àsia Menor, Xipre, Egipte, el nord-est d'Àfrica, sud d'Àsia, nord d'Austràlia, el sud i l'est de la península Ibèrica i les Balears. És comú als Països Catalans. La seua població es veu molt afectada pels hiverns freds a causa que no migra i a la seua feblesa intrínseca, per aquest motiu el nombre total de tristos pot oscil·lar molt segons els anys.
És sedentari a Europa. Els mascles són polígams.
Mascle i femella participen en les tasques reproductives. Al març-agost preparen un niu ovalat perfecte, amb una entrada pel costat, emprant teranyines per reforçar les fulles de què consta el cau i es troba suspès entre la brossa densa. La incubació dels ous i el temps que necessiten els petits per aprendre a volar és de 15 dies. Fa dues cries i nidifica a la totalitat de les zones humides dels Països Catalans.

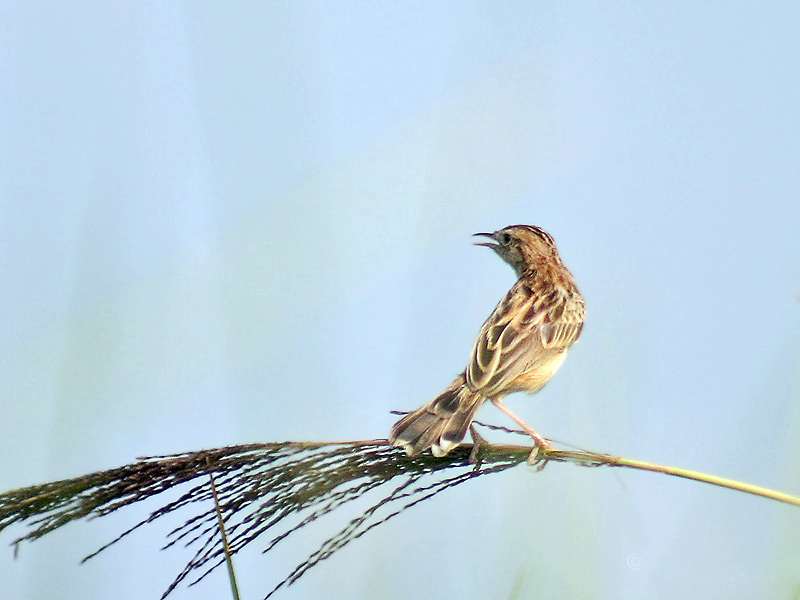
Trist fotografiat a Calcuta (Índia)
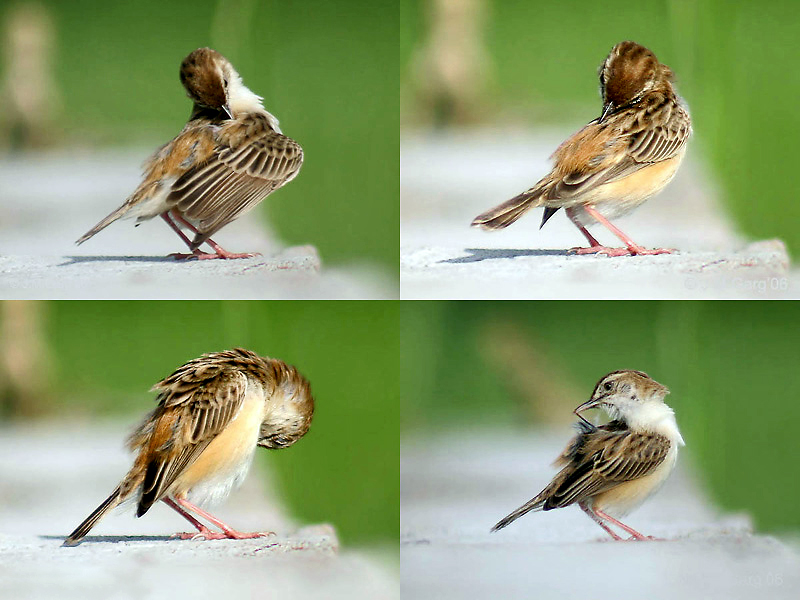
Un trist netejant-se en època d'aparellament
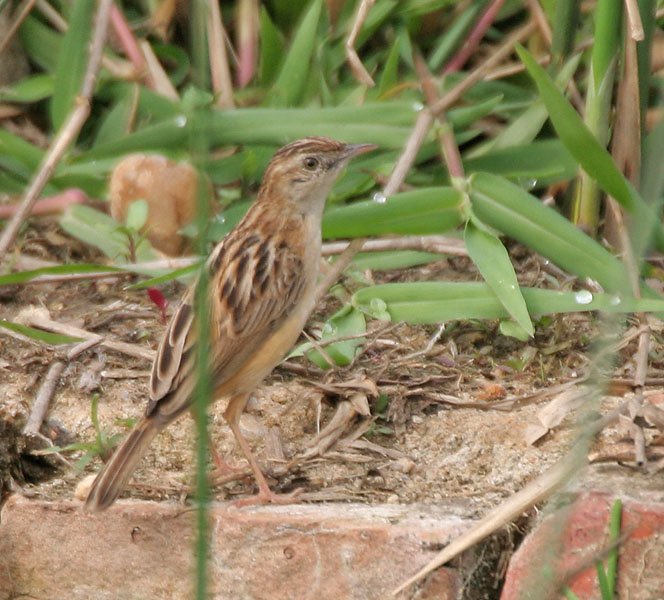
Trist reposant a terra
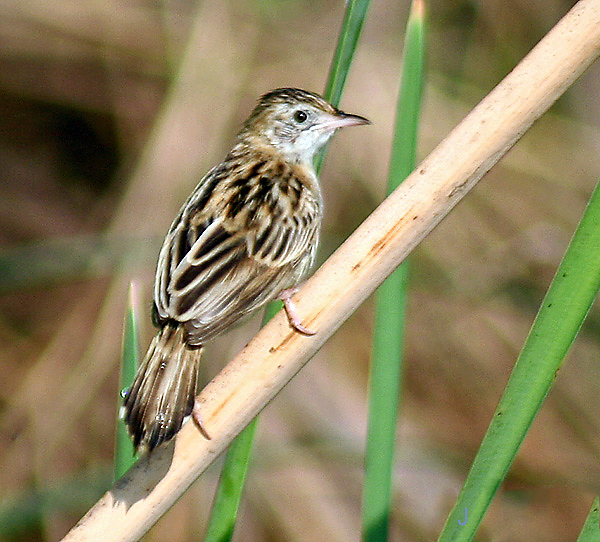
Trist sobre una branca
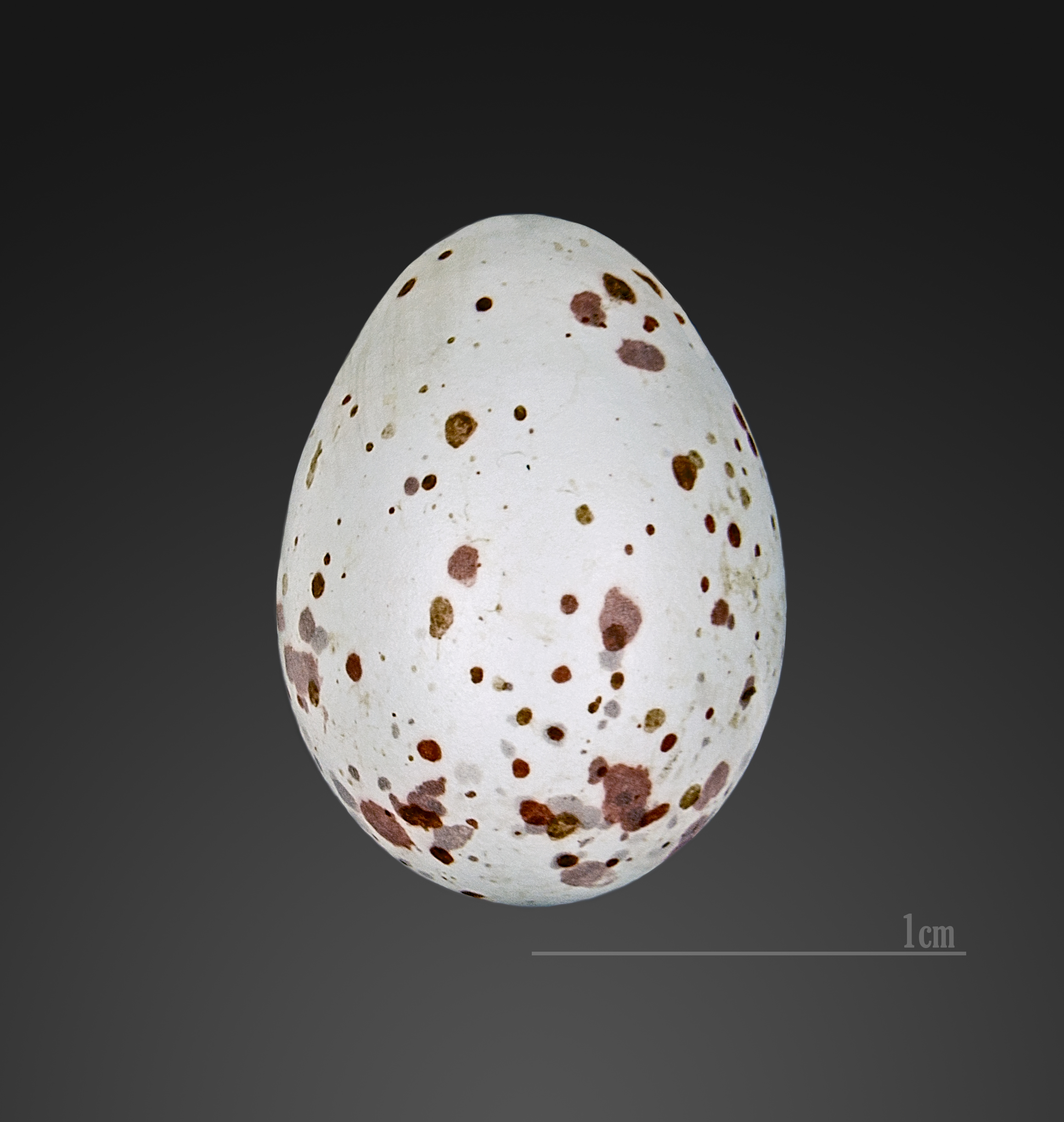
Ou